# Long Journey
Long Journey är ett musikalbum av Michael Hurley, utgivet av skivbolaget Rounder Records 1976. Liksom med de flesta av Hurleys skivor är omslagsbilden designad av honom själv. Albumet med sin säregna och sömniga ljudbild nådde ingen stor publik men uppmärksammades av musikkritiker som Robert Christgau.

## Låtlista
1. "Long Journey" - 2:42
2. "The Portland Water" - 3:36
3. "So You Say" - 3:16
4. "Reconciled To The Blues" - 2:53
5. "You Got To Find Me" - 3:58
6. "The 8-Ball Cafe" - 3:01
7. "Polynesia #1" - 2:17
8. "Monkey On The Interstate" - 1:08
9. "Whiskey Willey" - 3:59
10. "Panama Hat" - 3:41
11. "Why Should I Have To Worry?" - 1:44
12. "The Vt. - Ore. Floor" - 3:56
13. "Hog Of The Forsaken" - 3:26
14. "In The Garden" - 3:06